# Barlaam di Seminara
Barlaam di Seminara, detto anche Barlaam Calabro (Seminara, 1290 – Avignone, 1º giugno 1348), è stato un matematico, filosofo, vescovo cattolico, teologo e studioso della musica italiano.
Scrisse anche di aritmetica, musica e acustica. Fu uno dei più convinti fautori della riunificazione fra le Chiese d'Oriente e d'Occidente. È considerato insieme ai suoi due allievi Leonzio Pilato e Boccaccio uno dei padri dell'Umanesimo.

## Biografia
Barlaam studiò e fu ordinato sacerdote nel Monastero greco cattolico di S. Elia de Capasino (attuale Cubasina) in Galatro, Calabria, per poi lasciare la regione alla volta di Bisanzio (approssimativamente nel 1326 o 1327), dove completò la sua istruzione.
Pare che il suo successo come filosofo (un suo trattato sull'etica stoica è preservato) fu ragione di gelosia da parte dell'umanista bizantino Niceforo Gregora. Nel 1333, nell'ambito delle trattative per la riunificazione tra le due Chiese di Oriente e di Occidente, a Barlaam venne affidata la difesa delle ragioni greche; in tale occasione sviluppò le sue critiche verso l'esicasmo e a sottolineare la differenza di valore tra la teologia scolastica e la contemplazione mistica.
Barlaam fu protagonista di una violenta polemica contro i metodi ascetici e mistici di alcuni monaci dell'Athos e del loro sostenitore Gregorio Palamas. Egli affermò che la luce del Tabor doveva essere creata poiché Dio e la sua luce non possono essere visti dall'uomo, essendo Dio assolutamente inconoscibile. Inoltre, accusò i monaci athoniti di essere "omfalopsichi”, vale a dire coloro situavano l’anima nell’ombelico. Alcuni monaci aveva vissuto l'esperienza mistica di questa luce dentro di sé e gli si opposero con veemenza.
Il dibattito divenne sempre più acceso fino a culminare in un concilio generale nel 1341 alla fine del quale Barlaam venne costretto a sospendere ogni futuro attacco verso l'esicasmo.

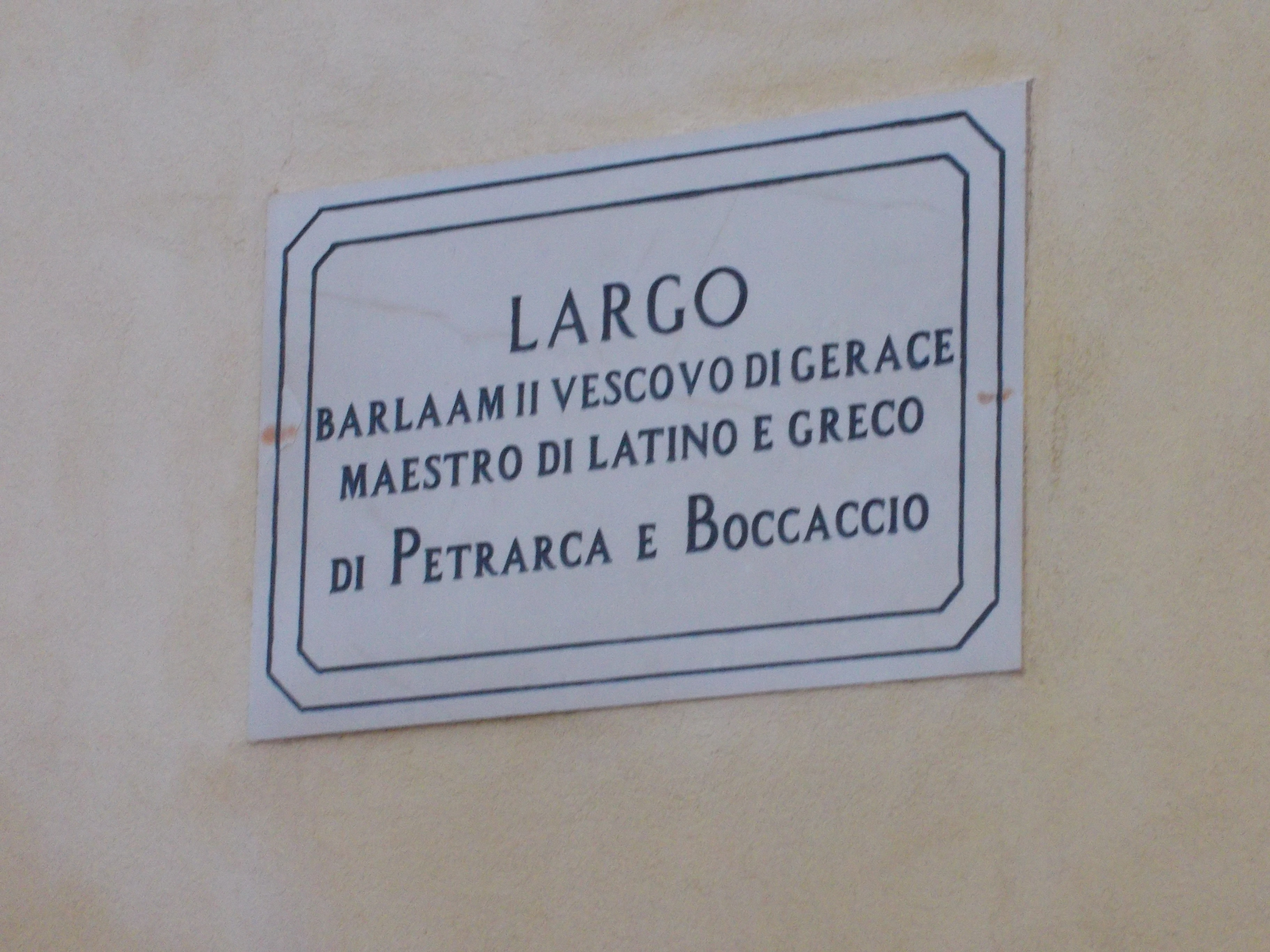
Epigrafe a Gerace, Barlaam maestro greco e latino di Petrarca e Boccaccio.

Nel 1339 fu inviato dall'imperatore Andronico III Paleologo in missione diplomatica a Napoli, Avignone e Parigi per sollecitare le corti europee ad una crociata contro i turchi. In quell'occasione costruì delle relazioni e una rete di amicizie su cui poté fare conto quando, in seguito alla decisione conciliare, decise di lasciare Bisanzio e tornare in Occidente. Nel 1342 ad Avignone conobbe Francesco Petrarca, a cui iniziò ad insegnare il greco. Il Petrarca si adoperò per fargli assegnare la diocesi di Gerace, così Barlaam fu nominato vescovo di Gerace da papa Clemente VI il 2 ottobre dello stesso 1342. La bolla relativa alla sua elezione al vescovato di Gerace riporta: "Monachus monasteri Sancti Heliae de Capasino Ordinis Sancti Basilii Militensis Diocesis, in sacerdotio constitutum".
Barlaam fu maestro di greco e latino di Francesco Petrarca e Giovanni Boccaccio che diede un importante contributo, attraverso la riscoperta dei testi greci, anche a tutto ciò che non molto tempo dopo svilupperà il movimento umanista. È proprio l'umanista Giannozzo Manetti il primo a menzionare Barlaam nella sua biografia del Petrarca.
Nel 1346 Barlaam venne inviato in missione diplomatica dal Papa in un rinnovato tentativo ecumenico. Data la grande influenza di Palamas il tentativo, ancora una volta, si risolse in un insuccesso.
Fece ritorno ad Avignone dove morì il 1º giugno 1348.

## Opere
Si occupò anche di matematica lasciandoci una Logistica in lingua greca in cui spiega le regole di calcolo con interi, frazioni generiche e frazioni sessagesimali. L'opera fu pubblicata a Strasburgo nel 1592 e a Parigi nel 1600, insieme ad una sua traduzione in latino.

## Genealogia episcopale
La genealogia episcopale è:
- Cardinale Bertrando del Poggetto
- Vescovo Barlaam di Seminara